# Milak
Milak è una suddivisione dell'India, classificata come municipal board, con una popolazione di 25.559 abitanti. Si trova nel distretto di Rampur, nello stato federato dell'Uttar Pradesh. In base al numero di abitanti, la città rientra nella classe III (da 20.000 a 49.999 persone).

## Geografia fisica
La città è situata a 28° 37' 0 N e 79° 10' 60 E e ha un'altitudine di 172 m s.l.m..

## Società

### Evoluzione demografica
Al censimento del 2001 la popolazione di Milak assommava a 25.559 persone, delle quali 13.480 maschi e 12.079 femmine. I bambini di età inferiore o uguale ai sei anni assommavano a 4.912, dei quali 2.580 maschi e 2.332 femmine. Infine, coloro che erano in grado di saper almeno leggere e scrivere erano 12.102, dei quali 7.486 maschi e 4.616 femmine.